# Listă de filme idol: Z
Aceasta este o listă de filme idol în ordine alfabetică. Vedeți Listă de filme idol pentru lista principală.
| Film                                                   | An     | Regizor                | Surse        |
| ------------------------------------------------------ | ------ | ---------------------- | ------------ |
| Z                                                      | 1969   | Costa-Gavras           | [ 1 ] [ 2 ]  |
| Zaat                                                   | 1971   | Don Barton             | [ 3 ]        |
| Zabriskie Point                                        | 1970   | Michelangelo Antonioni | [ 4 ]        |
| Zardoz                                                 | 1974   | John Boorman           | [ 5 ] [ 6 ]  |
| Zatoichi series                                        | 1962–… |                        | [ 7 ]        |
| Zdravstvuyte, Ya Vasha Tyotya! (Hello, I'm Your Aunt!) | 1975   | Viktor Titov           | [ 8 ]        |
| Zéro de Conduite (Zero for Conduct)                    | 1933   | Jean Vigo              | [ 9 ] [ 10 ] |
| Zero Effect                                            | 1998   | Jake Kasdan            | [ 11 ]       |
| The Zero Theorem (Teorema Zero)                        | 2013   | Terry Gilliam          | [ 12 ]       |
| Ziggy Stardust and the Spiders from Mars               | 1973   | D. A. Pennebaker       | [ 13 ]       |
| Zodiac                                                 | 2007   | David Fincher          | [ 14 ]       |
| Zombie Flesh Eaters (Zombi 2)                          | 1979   | Lucio Fulci            | [ 15 ]       |
| Zoolander                                              | 2001   | Ben Stiller            | [ 16 ]       |
| Zu Warriors from the Magic Mountain                    | 1983   | Tsui Hark              | [ 17 ]       |